# În focuri
În focuri este al doilea maxi-single al trupei Paraziții, lansat la data de 10 mai 2002, la casa de discuri Rebel Music.

"În practica internațională se obișnuiește ca un album să fie precedat de două sau trei single-uri, pentru a familiariza publicul cu artistul. Paraziții se orientează bine și, în acest scop, au pus pe piață single-ul În focuri. Materialul de față este însă mai mult decât atât, abundența remixurilor și durata extinsă conferindu-i statut de EP. Din această perspectivă și nu numai, putem spune că își merită banii. 
Așadar, avem trei versiuni modificate ale piesei originale (piesa ce conține, la rândul ei, un sample din Dan Spătaru): o versiune extended, una a-cappella și cea pentru radio. Pe lângă acestea, au fost incluse remixuri menite să atingă majoritatea curentelor muzicale urbane. 
Intervenția lui Tataee poate fi recunoscută după mini-sample-ul din Un doi și trei de zero, dar cu nițică atenție, se mai distinge un altul din Here Come the Hotstepper a lui Ini Kamoze, folosit și pe albumele B.U.G. Mafia sau Friday-ul lui Ice Cube. 
Drum'n'bass-ul și hip-hop-ul merg mână în mână, iar din combinarea lor ies uneori lucruri extraordinare (ex: Goldie/KRS-One – Digital sau DJ Krust/Saul Williams – Coded Language). Cojones, însă, nu ne oferă de această dată un "drum" pur. Sunt prezente mai multe elemente de electronică dar, culmea!, nu și de jungle – cele ce formează esența genului. Până la urmă, nu-i de lepădat, dar parcă nu se ridică la nivelul celorlalte. 
Avort verbal / Dac-aș fi președinte (o variantă live din timpul unui concert în Germania) reprezintă încă un punct pozitiv pentru EP. Utilizarea negativului lui Mary J. Blige și suprapunerea perfectă a vocilor face finalul glorios al unui material de calitate. Forța lui rezidă în paleta bogată de stiluri și performanța de a le îmbina eficient.”

## Ordinea pieselor[5]
| Nr. | Titlu                                         | Autor(i)       | Text               | Lungime |  |
| 1.  | „în focuri (Original)”                        | Paraziții      | Cheloo și Ombladon | 3:52    |  |
| 2.  | „În focuri (Extended)”                        | Paraziții      | Cheloo și Ombladon | 5:33    |  |
| 3.  | „În focuri (Clean)”                           | Paraziții      | Cheloo și Ombladon | 3:52    |  |
| 4.  | „În focuri (Instrumental)”                    | Paraziții      |                    | 3:52    |  |
| 5.  | „În focuri (Accapella)”                       | Paraziții      | Cheloo și Ombladon | 3:06    |  |
| 6.  | „În focuri (The Functionist reversion)”       | DJ Functionist |                    | 4:35    |  |
| 7.  | „În focuri (Remixu' lu' Tataee)”              | Tataee         |                    | 4:33    |  |
| 8.  | „În focuri (DJ Raoul's progressive rmx)”      | DJ Raoul       |                    | 6:18    |  |
| 9.  | „În focuri (Dub free Romania smoke rmx)”      | Michi          |                    | 5:24    |  |
| 10. | „În focuri (The drum madness of Cojones rmx)” | Cojones        |                    | 5:50    |  |

| Bonus track:    |                                              |                 |                    |         |  |
| Nr.             | Titlu                                        | Autor(i)        | Text               | Lungime |  |
| 11.             | „Avort verbal / Dac-as fi președinte (Live)” | Paraziții       |                    | 8:13    |  |
| 12.             | „În focuri (Videoclip necenzurat)”           | Paraziții       | Cheloo și Ombladon | 4:57    |  |
| Lungime totală: | Lungime totală:                              | Lungime totală: | Lungime totală:    | 60:49   |  |